# Francisco Javier García-Larrache Olalquiaga
Francisco Javier García-Larrache Olalquiaga (Madrid, 24 de noviembre de 1965) es un diplomático  español.

## Carrera diplomática
Nació en Madrid. Alférez de Infantería (1990), tras licenciarse en Derecho en la Universidad Autónoma de Madrid (1990), de Ciencias Políticas y de la Administración en la Universidad Autónoma de Madrid (1997), accedió a la carrera diplomática (1997), y tiempo después, completó su formación académica con un Programa de Liderazgo en la Función Pública en el IESE Business School (2017-2018).
Su carrera diplomática, le ha llevado a trabajar en las Embajadas de España en Acra (Ghana, 1998-2000), Canberra (Australia, 2000-2004), Moscú (Rusia, 2008-2012), y como secretario en la Representación Permanente de España ante la ONU (2012-2017). Y en Madrid, ha sido: Subdirector General adjunto de África del Norte (2004-2006), asesor en el Gabinete del Secretario de Estado para Iberoamérica (2006-2008); y subdirector General de Cooperación Internacional contra el Terrorismo, las Drogas y la Delincuencia Organizada (2017-2020). Es presidente de la Asociación de Diplomáticos Españoles (ADE).
Ha sido embajador de España en Libia desde 2020 hasta 2024.